# Dova
Dova, vlastním jménem Francisca Dolz González, (31. prosince 1943, Tavernes de la Valldigna nedaleko Valencie, Španělsko), je španělská zpěvačka populární hudby.

## Život a kariéra
Zpěvačka se narodila 31. prosince 1943 v Tavernes de la Valldigna nedaleko Valencie. Rodina se záhy přestěhovala do Valencie. Od svých šesti let bydlela Paquita s rodinou v Palma de Mallorca, později se však přestěhovala zpět do Valencie.
Profesionální kariéru zahájila v roce 1963. Záhy se prosadila za hranicemi Španělska – v Německu, Rakousku, Polsku, Bulharsku a především v Rumunsku. Koncem šedesátých let často vystupovala na španělských festivalech populární hudby. V roce 1967 byla s písní Com el vent finalistkou na barcelonském festivalu IX Festival de la Canción Mediterránea. Zlom v její domácí kariéře však přišel až s účastí v konkursu Pasaporte a Dublín na účast v soutěži Eurovision Song Contest 1971 vysílaném španělskou televizí v roce 1970. V průběhu sedmdesátých let často vystupovala na různých evropských festivalech. V roce 1971 získala zvláštní cenu poroty na festivalu v Rumunském Brašově. V témže roce získalo Španělsko, jehož reprezentanty byli Dova, Conchita Bautista a Jaime More, vítězství na hudebním festivalu v Bělehradu.
Začátkem 80. let ukončila kariéru zpěvačky a vystupuje jen výjimečně.

## Diskografie
|  |  | - La Búsqueda, 1963, EMI 1. La búsqueda 2. Un tango por favor 3. Ana María 4. Fiesta Brasileña - Oir tu voz, 1963, EMI 1. Oir tu voz 2. Tengo una canción 3. Qué pequeńo es el cielo 4. A mi edad - Com el vent – M'agradaría, 1967, Canigo - La Gente, 1968, Sayton (EP) - Corazón feliz – Digo si a la vida, 1968, Sayton - Mr. Monday – Lo mejor que tu me has dado, 1970, Polydor - Cançó catalana, 1971, Canigo 1. Com és que sóc així? 2. No tinc ajuda 3. Ho he de fer 4. Mai no es pot dir - Para ti – Si fuera Domingo, 1971, Polydor - He Ain't Heavy... He's My Brother – Los Gitanos, 1971, Polydor | - Lo vas a ver – Me despierto cantando tu nombre, 1971, Polydor - Vete de mí – Hoy por primera vez, 1972, Polydor - Cabaret – Tu canción, 1972, Polydor - Lili Ivanova, 1973 (LP) - Hay un mañana – Miraté, miramé, 1973, Polydor - Como una estrella – Amistad, 1974, Polydor - ¿Qué tiene la otra? – Una sola vez, 1977, EMI – Odeon - Tengo ganas de cantar – Milagro en Toledo, 1977, Odeon - Grandes éxitos, 1996, CD, Polydor 1. Los Gitanos 2. Hoy por primera vez 3. Hay un mañana 4. Si fuera Domingo 5. Para tí 6. Lo vas a ver 7. Vete de mí 8. Me despierto cantando tu nombre 9. Lo mejor que tu me has dado 10. Miraté, miramé |

(neúplná diskografie podle)